# Diana Agrest
Pour les articles homonymes, voir Agrest.
Diana Agrest (née en 1945 à Buenos Aires) est une architecte américaine et argentine.

## Biographie
Elle est cofondatrice du bureau Agrest and Gandelsonas Architects à New York, fondé en 1980 et directrice du studio Diana Agrest Architect.
Diana Agrest a participé à la conception et réalisation de nombreux projets en Europe, en Amérique, en Asie et en Amérique latine, des projets urbains, bâtiments administratifs, résidentiels, maisons individuelles comme intérieurs, pour lesquels elle a reçu de nombreux prix.[Lesquels ?]
Un de ses derniers projets récents à avoir été récompensé par le prix d'excellence de l'État de New York, est le Centre communautaire de Melrose, New York.
Elle est professeur d'architecture au Cooper Union. Elle a enseigné à l'université de Princeton, l'université Columbia, l'université Yale et à l'université de Paris 8, Paris, France.

## Publications
- Architecture from Without: Theoretical Framings for a Critical Practice, MIT Press, 1991.
- Agrest and Gandelsonas, Works Princeton Architectural Press, 1995.
- The Sex of Architecture, Ed. Agrest/Conway/Weisman, Harry N. Abrams, 1996.
- A Romance with the City: The Work of Irwin S. Chanin, The Cooper Union, 1982.